# Hyalocoa kozhantshikovi
Hyalocoa kozhantshikovi là một loài bướm đêm thuộc phân họ Arctiinae, họ Erebidae.